# Julius Otto Ludwig Möller
Julius Otto Ludwig Möller (* 7. Juni 1819 in Königsberg; † 29. August 1887 ebenda) war ein deutscher Chirurg, Professor der Medizin und Mitglied des Deutschen Reichstags.

## Leben

### Wissenschaftliche Karriere
Möller besuchte die Löbenichtsche Realschule und das Altstädtische Gymnasium, sowie von 1835 bis 1839 die Universität Königsberg. Später studierte er weiter Medizin in Halle, Berlin und Wien und wurde im Jahr 1840 promoviert. Er unternahm umfangreiche Reisen und wurde 1841 praktischer Arzt in Königsberg. Von 1859 bis 1863 war er außerordentlicher Professor für praktische Medizin, Direktor der Medizinischen Poliklinik und Medizinalrat in Königsberg.
Nach ihm und Thomas Barlow ist die Möller-Barlow-Krankheit (Skorbut im Säuglingsalter) benannt, die er 1860 zuerst beschrieb, ferner die Möller-Hunter-Glossitis.

### Berufsverbot
Während des preußischen Verfassungskonfliktes setzte sich Julius Möller für die Deutsche Fortschrittspartei und deren Positionen ein. Dies wurde ihm 1863 als staatsfeindliche Aktivität ausgelegt. Vom preußischen Kultusminister wurde er deshalb trotz Protesten seiner Kollegen aller seiner Ämter enthoben. Im Einzelnen wurde ihm vorgehalten:

„Im Jahre 1862 hat der Herr Unterrichtsminister ihm seine Mißbilligung wegen Betheiligung an dem Wahlcomité der deutschen Fortschrittspartei zu erkennen gegeben.
Kurz nach dem Schlusse der letzten Landtagssession fand am 9. Juni d. J. in Königsberg ein Bankett zu Ehren der Abgeordneten des Wahlkreises Königsberg-Fischhausen statt. Professor Möller hat an diesem Bankett Theil genommen und im Verlaufe desselben Toaste auf die Abgeordneten und auf den Oberregierungsrath v. Bockum-Dolffs ausgebracht.
Er hat ferner als Mitglied des ehemaligen Wahlcomités in der Hartung’schen Zeitung die Aufforderung zu einer am 10. Juni d. J. anberaumten Versammlung als deren erwählter Präsident geleitet und zwei vorher festgestellte Resolutionen verlesen, welche nach kurzer Debatte mit einem von Dr. Falkson gestellten Amendement einstimmig angenommen worden sind. … In der ersten erklärt die Versammlung ihr Einverständniß mit den bisher vom Abgeordnetenhaus vertretenen und zuletzt in der Adresse ausgesprochenen Grundsätzen, in der zweiten die Verfassungswidrigkeit der Verordnung vom 1. Juni d. J. über die Presse.
Auf Grund dieser Thätigkeiten hat der Herr Minister der geistlichen Angelegenheiten mittelst Erlasses vom 1. Juli d. J. gegen den Professor Dr. Möller in seiner Eigenschaft als Universitätslehrer und Mitglied des kgl. Medicinal-Collegiums die Einleitung der Disciplinaruntersuchung zum Zwecke der Dienstentlassung und die gleichzeitige Suspension des Angeschuldigten von beiden Aemtern verfügt.“

Im Jahr 1864 dokumentierte er die erfolglosen Einsprüche gegen das Berufsverbot in dem Buch Actenstücke der wider mich geführten Disciplinaruntersuchung. Er arbeitete ab da als praktizierender Arzt.

### Abgeordneter
Anschließend war Möller Stadtverordneter und Mitglied vieler Kommissionen sowie Mitglied des Preußischen Abgeordnetenhauses von 1863 bis 1866 und Mitglied des Provinziallandtags der Provinz Ostpreußen von 1881 bis 1884. Von 1881 bis 1887 war er Mitglied des Deutschen Reichstags für den Reichstagswahlkreis Regierungsbezirk Königsberg 3 (Königsberg-Stadt) und die Deutsche Fortschrittspartei.